# Belgisch Liftenmuseum
Het Belgisch Liftenmuseum of Belgisch Museum van de Liften (Frans: Musée belge de l'Ascenseur) was een museum in Sint-Gillis in het Brussels Hoofdstedelijk Gewest. Het museum was van 1997 tot circa 2006/2007 gevestigd in het gebouw van Schindler Liften.
Het museum werd in 1997 geopend. Op dat moment bestonden er in Europa drie musea die de lift tot onderwerp hadden, namelijk in Nederland, Finland en Hongarije. Het museum in Sint-Gillis was een van de grootste ervan met een oppervlakte van 250 vierkante meter.
In het museum waren cabines, motoren en machines te zien en een aantal mechanismen zoals veiligheidssystemen en deuren. Verder werden er foto's en een informerende presentatie getoond. Daarnaast kon de bezoeker in twee verschillende liften plaatsnemen.